# Supercoppa spagnola 2023 (pallacanestro maschile)
La Supercoppa spagnola 2023 è stata la 20ª Supercoppa spagnola di pallacanestro maschile, organizzata dalla ACB e la 24ª edizione in generale. È anche chiamata Supercoppa Endesa per motivi di sponsorizzazione.
Si è disputata il 16 e il 17 settembre 2023 presso il Palacio de Deportes de Murcia di Murcia tra i seguenti quattro club:
- Murcia, squadra ospitante
- Barcellona, campione di Spagna 2022-23
- Málaga, vincitore della Copa del Rey 2023
- Real Madrid, vincitore della Supercoppa spagnola 2022

## Tabellone
|  | Semifinali  | Semifinali  | Semifinali  |             |        | Finale | Finale | Finale |  |
|  |             |             |             |             |        |        |        |        |  |
|  | Murcia      | Murcia      | 74          |             |        |        |        |        |  |
|  | Murcia      | Murcia      | 74          |             |        |        |        |        |  |
|  | Málaga      | Málaga      | 79          |             |        |        |        |        |  |
|  | Málaga      | Málaga      | 79          |             | Málaga | Málaga | 81     |        |  |
|  |             |             |             |             | Málaga | Málaga | 81     |        |  |
|  |             |             | Real Madrid | Real Madrid | 88     |        |        |        |  |
|  | Barcellona  | Barcellona  | Real Madrid | Real Madrid | 88     | 80     |        |        |  |
|  | Barcellona  | Barcellona  |             |             |        |        |        |        |  |
|  | Real Madrid | Real Madrid | 90          |             |        |        |        |        |  |

## Semifinali
| Arbitri: | Benjamín Jiménez Rafael Serrano Cristóbal Sánchez |

| |            | |
| Laprovíttola 27 | Punti      | 24 Musa |
| Laprovíttola 5 | Assist     | 5 Campazzo |
| Abrines 4 | Rimbalzi   | 11 Tavares |
| 1 da Silva• 6 Veselý• 10 Kalinić• 13 Satoranský• 20 Laprovíttola 8 Brizuela• 14 Hernangómez• 21 Abrines• 22 Parker• 23 Nnaji• 31 Jokubaitis• 44 Parra | Formazioni | 6 Abalde• 7 Campazzo• 14 Deck• 17 Poirier• 31 Musa 1 Causeur• 5 Fernández• 11 Hezonja• 13 Rodríguez• 22 Tavares• 23 Llull• 28 Yabusele |
| Roger Grimau | Allenatori | Chus Mateo |

| Arbitri: | Antonio Conde Vicente Bultó Alfonso Olivares |

| |            | |
| Ennis 14 | Punti      | 13 Đedović |
| Håkanson 5 | Assist     | 4 Perry |
| Radović 8 | Rimbalzi   | 7 Ejim |
| 8 Sant-Roos• 10 Caupain• 14 Sleva• 21 Diagne• 31 Ennis 00 Kurucs• 11 Radović• 12 McFadden• 18 Sakho• 22 Håkanson• 25 Jelinek• 35 Birgander | Formazioni | 1 Osetkowski• 6 Taylor• 14 Đedović• 34 Thomas• 55 Perry 3 Ejim• 4 Kalinoski• 7 Barreiro• 9 Díaz• 11 Carter• 17 Saint-Supery• 21 Diop |
| Sito Alonso | Allenatori | Ibon Navarro |

## Finale
| Arbitri: | Antonio Conde Rafael Serrano Javier Torres |

| |            | |
| Perry 17 | Punti      | 19 Campazzo |
| Perry 4 | Assist     | 5 Campazzo |
| Kalinoski 6 | Rimbalzi   | 11 Tavares |
| 1 Osetkowski• 4 Kalinoski• 6 Taylor• 34 Thomas• 55 Perry 3 Ejim• 7 Barreiro• 9 Díaz• 11 Carter• 14 Đedović• 21 Diop• 29 Badji | Formazioni | 7 Campazzo• 11 Hezonja• 22 Tavares• 30 Ndiaye• 31 Musa 1 Causeur• 5 Fernández• 6 Abalde• 13 Rodríguez• 17 Poirier• 23 Llull• 28 Yabusele |
| Ibon Navarro | Allenatori | Chus Mateo |